# Young Marble Giants
I Young Marble Giants sono stati una rock band originaria di Cardiff, nel Galles.
Pur avendo inciso un unico album, Colossal Youth, uscito nel 1980, il trio gallese si è guadagnato un posto nella storia del rock come precursore (o, se si vuole, iniziatore) di quel sottogenere musicale che si sarebbe chiamato post-punk.
Composto di 25 brevi pezzi (i più lunghi superano di poco i tre minuti), il disco è caratterizzato da una strumentazione singolare: da un lato l'organo elettrico di Stuart Moxham, rari interventi della chitarra, e la voce glaciale e distante della cantante Alison Statton; dall'altra la sessione ritmica (che nell'economia dei brani ha un ruolo di primissimo piano), affidata al basso di Philip Moxham, suonato con una tecnica molto simile allo slapping, e alla drum machine. Diversi pezzi del disco sono strumentali.

## Storia
Il primo embrione del gruppo sta nella formazione dei True Wheel in cui militavano Philip Moxham, e Alison Statton, anche legati sentimentalmente. Con l'entrata di Stuart Moxham il gruppo cambiò nome ed esordì partecipando alla compilation Is the War over? edita dalla Z Block.I due pezzi inclusi Ode to Booker e Searching for Mr.Right colpirono il proprietario della Rough Trade, Geoff Travis che gli offrì un contratto per un album.
Colossal Youth uscì nel febbraio 1980 e riscosse successo nel circuito indipendente inglese e statunitense. Alla fine di un breve tour tra Europa e USA vendette circa 27000 copie. Il 1981 si aprì con la pubblicazione di un EP: Testcard, caratterizzato dall'essere
interamente strumentale, infatti Alison aveva lasciato il gruppo. Si chiuse così la vita del gruppo, i cui componenti si divisero tra Gist, con i due fratelli Moxham, e Weekend, con la cantante.

## Formazione
- Philip Moxham - basso
- Stuart Moxham - organo elettrico, chitarra
- Alison Statton - voce

## Discografia
|     | Anno | Titolo         | Tipo    | Posizione UK Indie Chart |
| --- | ---- | -------------- | ------- | ------------------------ |
| Feb | 1980 | Colossal Youth | Album   | #3                       |
| Giu | 1980 | Final Day      | Singolo | #6                       |
| Mar | 1981 | Testcard       | EP      | #2                       |
|     | 2000 | Salad Days     | Album   |                          |